# New Zealand State Highway 12
Der New Zealand State Highway 12 (State Highway 12 oder in Kurzform SH 12) ist eine Fernstraße von nationalem Rang auf der Nordinsel von Neuseeland.

## Geographie
Die Fernstraße besitzt eine Länge von 223 km und befindet sich im nördlichen Teil der Nordinsel. Die Straße zweigt südwestlich der Bay of Islands und südlich von Kerikeri bei Ohaeawai vom New Zealand State Highway 1 nach Westen hin ab, führt in einem Abstand zur Westküste entlang dieser nach Südosten über Dargaville bis zum Kaipara Harbour und trifft nordwestlich des Gewässers bei Brynderwyn wieder auf den SH 1.

## Streckenführung
Von seinem Ausgangspunkt in Ohaewai führt die Straße über Ngawha und Kaikohe nach Taheke, von dort in südwestlicher Richtung bis Waima, dann bis kurz nach Omanaia in nordwestlicher Richtung. Nun wendet sich der SH 12 wieder nach Südwesten und verläuft an den südlichen Ausläufern des Hokianga Harbour über Oue, Whirinaki, Motutoa, Pakanae und Opononi nach Omapere nahe der Mündung des Hokianga in die Tasmansee. Nun verläuft die Straße für 86 km etwa fünf bis zehn Kilometer von der Küste entfernt nach Süden. Nachdem sie Waiotemaramara und Waimamaku passiert und den Waimamaku River überquert hat, durchquert sie den Waipoua Forrest mit dem riesigen Kauribaum Tane Mahuta. Nach dem Wald erreicht sie Katui und führt entlang des Kaihu River weiter über Aranga, Kaihu, Ahikiwi, Maropiu und Mamaranui bis zu seiner Mündung in den Wairoa River. Hier wendet sich der SH 12 um 90° nach Nordwesten und erreicht die Stadt Dargaville. Dort verbindet ihn der SH 14 in nordöstlicher Richtung mit dem SH 1. Der SH 12 folgt dagegen von Dargaville in südsüdöstlicher Richtung dem Ostufer des Wairoa über Tokatoka, Naumai und Raupo bis Ruwai. Ab hier verläuft der Highway nach Osten über Paparoa, Huarau und Maungaturoto nach Brynderwyn, wo er wieder auf den SH 1 trifft.